# Sébastien Fournier-Bidoz
Pour les articles homonymes, voir Fournier-Bidoz.
Sébastien Fournier-Bidoz, né le 2 avril 1976 à Bonneville, est un skieur alpin français.

## Biographie
En 1995, il se classe 14e des championnats du monde juniors de descente à Voss.
En 1997, il termine à la 3e place du classement de la coupe d'Europe de super G.
Il fait ses débuts en coupe du monde en janvier 1998 à Schladming où il prend d'entrée une bonne 17e place. En mars 1998, il est sacré Champion de France de super G à Serre Chevalier devant Jean-Luc Crétier, Jeff Piccard et Antoine Dénériaz. Il termine à nouveau 3e place du classement de la coupe d'Europe de super G.
En 1999, il participe pour la première fois aux championnats du monde à Vail / Beaver Creek. Il y prend la 18e place du super G (meilleur français). Cette même année il est aussi vice-champion de France de descente à La Clusaz.
En 2002, il participe aux Jeux olympiques à Snowbasin où il se classe 10e de la descente et 15e du super G (meilleur français dans cette discipline).
En 2003, pour ses seconds championnats du monde à Saint-Moritz, il prend la 14e place de la descente et la 15e du super G (meilleur français dans cette discipline). Cette année, il est à nouveau vice-champion de France de descente (aux Menuires).
Au cours de sa carrière à laquelle il met fin en 2006, il compte aussi 4 tops-10 en coupe du monde et 4 victoires en coupe d'Europe.
Après sa carrière sportive, il occupe différentes fonctions au sein de l'Armée de terre : expert montagne, moniteur sport, moniteur des techniques d'optimisation du potentiel des personnels.

## Palmarès

### Jeux olympiques
Sébastien Fournier-Bidoz participe à une seule édition des Jeux olympiques, à Salt Lake City en 2022 pour les deux épreuves de vitesse : descente (dixième) et super G (quinzième),,,.
| Épreuve / Édition | Descente | Super G |
| JO 2002 Snowbasin | 10e      | 15e     |

### Championnats du monde
Sébastien Fournier-Bidoz participe à deux édition des championnats du monde de ski alpin : Vail / Beaver Creek en 1999 et Saint-Moritz en 2003 où il réalise ses meilleurs résultats : quatorzième de la descente et quinzième du super G. En 2005 pour l'édition de Bormio il est sélectionné dans l'équipe de France pour participer à l'épreuve de descente,, mais il chute lourdement et se blesse trois semaines plus tôt lors de la descente de Coupe du monde de Chamonix et ne peut finalement y participer.
| Épreuve / Édition                 | Descente | Super G |
| Mondiaux 1999 Vail / Beaver Creek | -        | 18e     |
| Mondiaux 2003 Saint-Moritz        | 14e      | 15e     |

### Coupe du monde
- Meilleur classement général : 57e en 2003[10].
- Meilleur classement de super G : 18e en 2000[10].
- Meilleur classement de descente : 23e en 2003[10].

15 tops-15 en super G et descente dont 4 tops-10 en super G
- Meilleur résultat sur une épreuve de super G : 10e à Garmisch-Partenkirchen en février 2003, à Kvitfjell en mars 2001,  à Saint-Anton en février 2000 et à Aspen en novembre 1998[11].
- Meilleur résultat sur une épreuve de descente : 12e à Beaver Creek en décembre 2002, à Val d'Isère en décembre 2001[12].

#### Classements
| Saison / Épreuve | Saison / Épreuve | Général | Général | Descente | Descente | Super G | Super G |
| ---------------- | ---------------- | ------- | ------- | -------- | -------- | ------- | ------- |
| Saison / Épreuve | Saison / Épreuve | Class.  | Points  | Class.   | Points   | Class.  | Points  |
| 1997-1998        | 1997-1998        | 76e     | 57      | -        | -        | 22e     | 57      |
| 1998-1999        | 1998-1999        | 76e     | 48      | -        | -        | 24e     | 48      |
| 1999-2000        | 1999-2000        | 66e     | 94      | -        | -        | 18e     | 94      |
| 2000-2001        | 2000-2001        | 79e     | 58      | 49e      | 18       | 26e     | 40      |
| 2001-2002        | 2001-2002        | 71e     | 70      | 29e      | 51       | 34e     | 19      |
| 2002-2003        | 2002-2003        | 57e     | 131     | 23e      | 98       | 29e     | 33      |
| 2003-2004        | 2003-2004        | 91e     | 43      | 34e      | 43       | -       | -       |
| 2004-2005        | 2004-2005        | 108e    | 25      | 44e      | 18       | 43e     | 7       |

### Championnats du monde juniors
Sébastien Fournier-Bidoz participe à une unique édition des championnats du monde juniors de ski alpin, en 1995 à Voss en Norvège. Son meilleur résultat y est la quatorzième place en décente.
| Épreuve / Édition  | Descente | Slalom géant | Slalom  |
| Mondiaux 1995 Voss | 14e      | 23e          | Abandon |

### Coupe d'Europe
Deux fois 3e du classement de la coupe d'Europe de super G, en 1997 et 1998.
7 podiums dont 4 victoires :
- 1er de la descente des Orres en février 2001,
- 1er du super G de Galtür en mars 2000,
- 1er du super G de Saint-Moritz en décembre 1999,
- 1er du super G de Sierra Nevada en février 1998.

#### Classements
| Saison / Épreuve | Saison / Épreuve | Général | Général | Descente | Descente | Super G | Super G | Slalom géant | Slalom géant |
| ---------------- | ---------------- | ------- | ------- | -------- | -------- | ------- | ------- | ------------ | ------------ |
| Saison / Épreuve | Saison / Épreuve | Class.  | Points  | Class.   | Points   | Class.  | Points  | Class.       | Points       |
| 1996-1997        | 1996-1997        | 26e     | 246     | 79e      | 4        | 3e      | 214     | 51e          | 28           |
| 1997-1998        | 1997-1998        | 36e     | 226     | 48e      | 22       | 3e      | 180     | 51e          | 24           |
| 1998-1999        | 1998-1999        | 65e     | 108     | -        | -        | 31e     | 26      | 34e          | 82           |
| 1999-2000        | 1999-2000        | 25e     | 260     | 62e      | 15       | 5e      | 245     | -            | -            |
| 2000-2001        | 2000-2001        | 40e     | 180     | 14e      | 140      | 27e     | 40      | -            | -            |
| 2001-2002        | 2001-2002        | 165e    | 12      | -        | -        | -       | -       | 61e          | 12           |
| 2005-2006        | 2005-2006        | 81e     | 91      | 28e      | 51       | 36e     | 40      | -            | -            |

### Championnats de France

#### Élite
| Édition / Epreuve                          | Descente | Super G | Slalom géant | Slalom | Combiné |
| ------------------------------------------ | -------- | ------- | ------------ | ------ | ------- |
| Championnats 1995 Les Arcs                 | 36e      | 16e     | -            | 25e    |         |
| Championnats 1996 Les Menuires             | 22e      | 14e     | Ab           | Ab     |         |
| Championnats 1997 Alpe d'Huez              | 10e      | Bronze  | 7e           | Ab     |         |
| Championnats 1998 Serre Chevalier          | -        | Or      | 12e          | 22e    |         |
| Championnats 1999 La Clusaz                | Argent   | Bronze  | -            | -      |         |
| Championnats 2000 Valloire / Alpe d'Huez   | -        | 5e      | 9e           | -      |         |
| Championnats 2001 Alpe d'Huez / Courchevel | -        | Bronze  | 15e          | -      |         |
| Championnats 2002 Megève / Val d'Isère     | 4e       | 24e     | Ab           | -      |         |
| Championnats 2003 Les Menuires             | Argent   | 12e     | Ab           | -      |         |
| Championnats 2005 L'Alpe d'Huez            | -        | 6e      | -            | -      |         |
| Championnats 2006 Courchevel/Val-d'Isère   | -        | Bronze  | 27e          | -      |         |